# G. Scott Hubbard

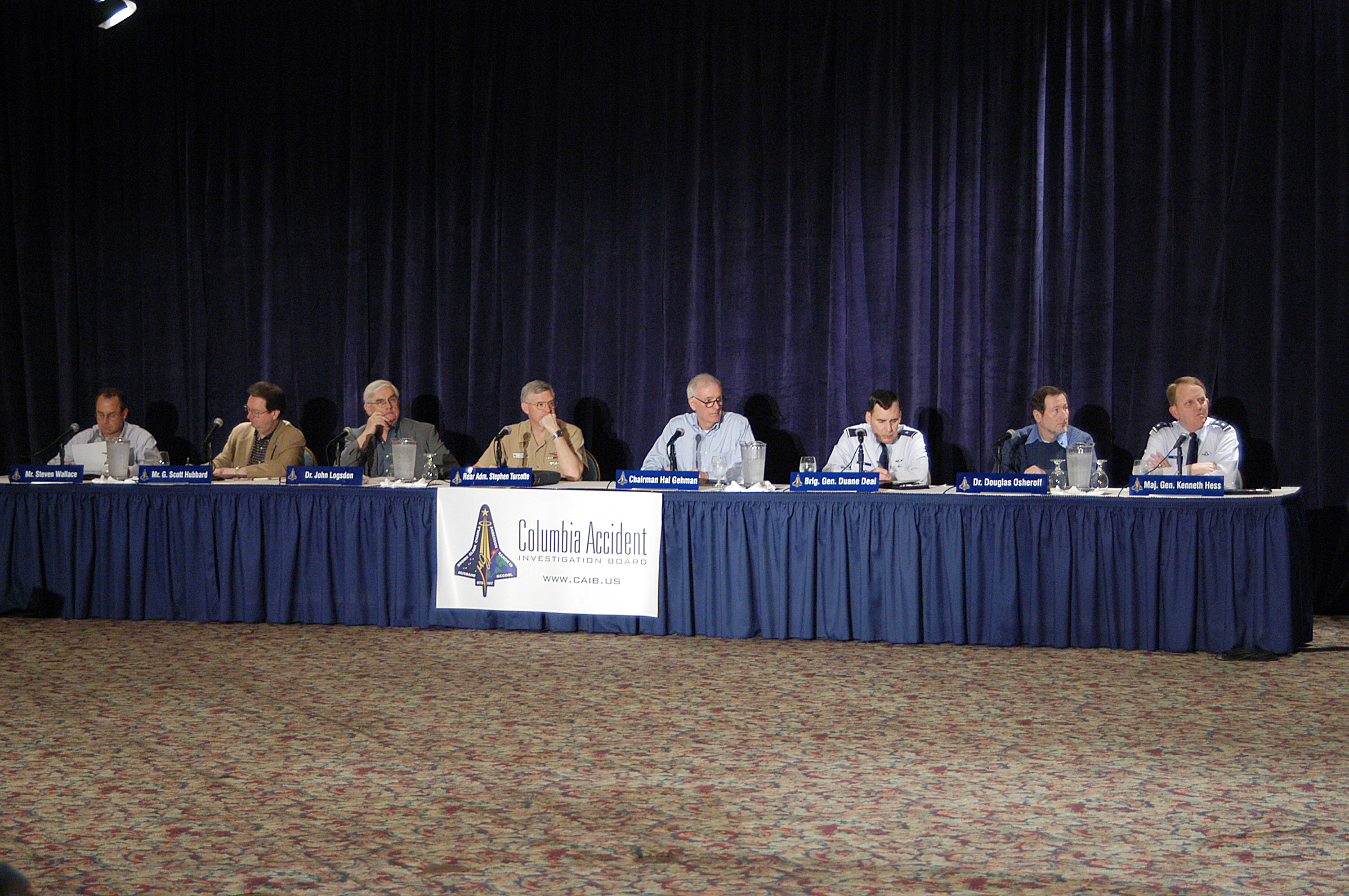
Fotografia de la Junta d'Investigació de l'accident del transbordador espacial Columbia. D'esquerra a dreta: Steven B. Wallace, Scott Hubbard, Dr. John Logsdon, Stephen Turcotte, Hal Gehman, Duane Deal, Douglas Osheroff i Kenneth W. Hess

G. Scott Hubbard (Elizabethtown, Kentucky, 1948) és un físic i astrònom estatunidenc i un dels més destacats pioners de l'astrobiologia.

## Biografia
Va néixer el 27 de desembre del 1948 a Elizabethtown (Kentucky). Va estudiar física i astronomia a la Universitat Vanderbilt (Nashville, Tennessee), per a especialitzar-se posteriorment en física de l'estat sòlid i dels semiconductors per la Universitat de Califòrnia a Berkeley.
Més endavant va treballar com a científic al laboratori Lawrence de Berkeley. A més, fou també fundador, vicepresident i director general de l'empresa Canberra Semiconductor, una empresa d'alta tecnologia situada a l'àrea de la Badia de San Francisco, i investigador sènior en l'àrea de física de SRI International.
Abans d'entrar a treballar a la NASA el 1987, va dirigir dos projectes d'investigació de caràcter bàsic i aplicat relatius a materials i dispositius per a la detecció de radiació. Les seues contribucions a la creació de la tecnologia necessària per a obtindre cristalls de germani de gran puresa i construir detectors de raigs gamma i conductors d'infraroig llunyà, foren la base per a l'aplicació d'aquests dispositius en les missions d'exploració de l'espai i en tasques de detecció en experiments duts a terme amb acceleradors de partícules.
Els treballs van resultar decisius, per exemple, per a la creació de la tecnologia del detector de raigs gamma usat en la missió Mars Odyssey. D'altra banda, el 1979, Hubbard havia desenvolupat el primer telescopi de partícules carregades de germani emprat en física nuclear.

## Tasca científica
Com a investigador, Hubbard va contribuir molt activament i va dirigir el desenvolupament de múltiples missions d'exploració espacial des del 1974, el que li va valdre el reconeixement unànime, per exemple, com a creador de la missió Mars Pathfinder, des del seu lloc de treball com a director de projecte de la part de la missió encarregada al Centre d'Investigació Ames. Aquesta missió va culminar amb èxit amb l'aterratge sobre sòl marcià el 4 de juliol del 1997.
Els treballs de Hubbard al Centre d'Investigació Ames de la NASA (en ple centre de Silicon Valley, a Califòrnia) es van iniciar el 1987. El centre va ésser fundat el 1939 com a laboratori d'investigacions aeronàutiques pel Comitè Nacional de Consells Aeronàutics (NACA), el qual, gairebé vint anys després (el 1958) esdevindria la NASA.
Investigador principal encarregat de projectes d'obtenció de diferents tecnologies de detecció, Hubbard fou investigador adjunt per al desenvolupament de l'espectròmetre de raigs gamma muntat a bord de la sonda Lunar Prospector, a més de coordinador de la missió d'exploració del satèl·lit terrestre. La Lunar Prospector va aconseguir allunar sense contratemps el 6 de gener del 1998 i, gràcies a ella, va ésser possible obtindre les primeres proves de la presència de gel d'aigua als pols lunars. Aquesta missió espacial va permetre així mateix aconseguir una gran quantitat de dades científiques d'alt valor i amb un cost molt baix.

## Una nova disciplina: l'astrobiologia
A més de la seua tasca com a investigador, Hubbard ha estat pioner en la introducció en aquest tipus de projectes de concepcions procedents del sector privat com els grups de producte integrats. Així mateix, ha desenvolupat maquinari de caràcter experimental per a diversos projectes de recerca, inclosos experiments amb globus, la missió Apol·lo-Soyuz (1975), conjuntament entre els Estats Units i la Unió Soviètica, i altres missions d'exploració de l'espai exterior.
Els seus treballs al Centre d'Investigació Ames han abastat altres tasques i responsabilitats, com el lloc de director adjunt per als Programes d'Astrobiologia i de l'Espai, des del qual es va responsabilitzar dels programes relacionats amb el nou estudi multidisciplinari de la possible existència de vida en l'Univers, que es va conèixer posteriorment amb el nom d'astrobiologia, per la qual cosa és considerat un dels fundadors d'aquesta disciplina.
Va contribuir, a més, a la creació de l'Institut d'Astrobiologia de la NASA, del qual fou durant un temps director interí. Entre els anys 1997 i 1999 va ésser responsable del comitè de direcció científica del centre, en el qual treballen un total de 800 persones i que s'encarrega dels treballs de recerca en els camps de les ciències de la Terra, la vida i l'espai. A més, el centre gestiona els projectes d'investigació avançats, el desenvolupament de maquinari per a ús espacial i les missions.
Entre els anys 2001 i 2002 fou el màxim responsable d'investigació a Ames: a ell li va correspondre organitzar, dirigir i posar en pràctica els treballs de recerca que van impulsar el pla estratègic d'aquest prestigiós centre d'investigació. Abans d'assumir aquesta tasca, havia ocupat el càrrec de primer director del Programa d'Exploració de Mart a les instal·lacions que la NASA té a Washington DC. Una de les seues principals responsabilitats en aquest càrrec va consistir a redefinir les missions amb robots amb destinació al planeta vermell en resposta als fracassos soferts per la NASA el 1999 amb les missions Mars Polar Lander i Mars Climate Orbiter. A més, Hubbard va ocupar una posició central i molt activa en la integració de les noves tecnologies.

## Director del Centre d'Investigació Ames
Nomenat director del Centre d'Investigació Ames el setembre del 2002 (un càrrec en el qual té a les seues ordres un grup humà format per 2.500 persones altament qualificades i la responsabilitat de gestionar un pressupost que supera els 775 milions de dòlars estatunidencs), fou l'únic representant a temps complet de la NASA a la comissió encarregada de l'estudi de les causes que van originar la catàstrofe del transbordador espacial Columbia l'1 de febrer del 2003, en què van perdre la vida els set tripulants: va dirigir les proves d'impacte que van permetre determinar les causes físiques d'aquella catàstrofe.
En aquella ocasió va manifestar a la cadena nord-americana CBS: "Hem trobat l'indici irrefutable que la caiguda d'una part del revestiment aïllant ha estat la causa més probable de l'accident." El grup d'investigadors que dirigia va aconseguir demostrar que l'impacte a la vora frontal de l'ala esquerra del Columbia d'una peça aïllant de 750 grams i a una velocitat de 800 quilòmetres per hora va provocar un forat de 40 centímetres de llarg, el qual, segons els experts, va ésser l'autèntic desencadenant de la tragèdia.
Els esforços de Hubbard han estat reconeguts amb cinc medalles de la NASA: tres per "lideratge excel·lent" i dos per "èxits excepcionals". Així mateix, està en possessió de dos premis de la Setmana d'Aviació, i és membre de l'Acadèmia Internacional d'Astronàutica, de la Societat Americana de Física, de la Nuclear and Plasma Sciences Society (dependent de l'Institute of Electrical and Electronics Engineers, IEEE) i de l'Institut Americà d'Aeronàutica i Astronàutica (AIAA).
El gener del 2004 va presentar el Cicle de Conferències Von Kármán a l'AIAA i va ésser guardonat amb la Medalla Von Kármán en reconeixement de les seues rellevants contribucions en el camp de l'astronàutica. Així mateix, és autor de més de 40 treballs científics sobre diversos temes de recerca i tecnologia.
També posseeix la càtedra Carl Sagan per a l'Estudi de la Vida a l'Univers a l'Institut SETI.